# Авхимович, Екатерина Михайловна
Екатери́на Миха́йловна Авхимо́вич (род. 2 января 1988, Минск) — белорусская футболистка и тренер. Выступала за сборную Беларуси. Выступала в чемпионате Беларуси по мини-футболу среди женских команд. Мастер спорта Республики Беларусь.

## Биография
Екатерина Михайловна Авхимович родилась в Минске 2 января 1988 года. В 11 лет Екатерину пригласили в младшую команду по мини-футболу «Вильчиния» (Минск). Ещё будучи игроком команды «Вильчиния» начала выступать за молодёжную сборную Беларуси по футболу. Окончила школу с хореографическим уклоном. Закончила Белорусский государственный университет физической культуры.
В 2003 году играла за команду «Эдель-Имо» (Дзержинск). В 2003 году выступала в чемпионате Беларуси по мини-футболу в составе экспериментальной сборной Беларуси (U-19). В чемпионате по футболу вышла на поле 12 августа 2003 года против команды «Надежда» Могилёв. В 2005 году выступала в составе ЖФК «Молодечно». В составе ЖФК «Зорка-БДУ» с лета 2005 года.
По результатам 2009 года признана белорусской федерацией футбола одной из лучших нападающих года. Стала лучшим бомбардиром чемпионата Беларуси сезона 2010 года, забив 32 гола в 24 играх. В сезоне 2009 года завоевала кубок Беларуси, а затем победила чемпиона Беларуси 2009 года «Университет» в матче за Суперкубок, забив в матче два гола. Летом 2011 года подписала очередной контракт с ЖФК «Зорка-БДУ». На следующий день получила приглашение на просмотр в ЖФК «Рязань-ВДВ».
В составе «Рязани» завоевала титул чемпиона России в 2013 году.
По итогам 2013 года признана игроком года Беларуси.
В 2014 году завоевала кубок России. Последний матч за «Рязань-ВДВ» провела 12 августа 2014 года.
В декабре 2014 года покинула клуб «Рязань-ВДВ». Вернулась в Беларусь, в январе 2015 года подписала контракт с ЖФК «Минск», в составе которого завоевала титул чемпиона Беларуси и стала обладателем Суперкубка и Кубка Беларуси в 2015 году. В матче за Суперкубок против ЖФК «Зорка-БДУ» стала автором победного гола.
С апреля по июль 2016 года играла за могилёвский клуб «Надежда-Днепр». Затем перешла в российский клуб «Дончанка» (Азов), который выступал в первом дивизионе России. В составе «Дончанки» 6 октября сыграла матч в четвертьфинале кубка против «Кубаночки».
Также провела три матча в первой лиге чемпионата — 7 ноября против «Кузбасса» (Кемерово), 9 ноября против «Звезды-2005» (Пермь) и 13 ноября против «Енисея» (Красноярск), забив по голу в первых двух матчах. В начале сезона 2017 году стала играть в ЖФК «Енисей», за который сыграла 8 игр. В 2018 году вернулась в Беларусь, где играла сначала в «Зорке-БДУ», затем в «Бобруйчанке». С 2018 года работает тренером у команды девочек детского футбольного клуба «Юниор».
28 сентября 2004 года выступала в молодежной сборной Беларуси среди девушек до 19 лет (отборочный матч чемпионата Европы против молодёжной сборной Молдовы). В составе национальной сборной вышла на замену в отборочном матче чемпионата Европы против сборной Чехии 26 июня 2008 года.

## Достижения
- Чемпионка России: 2013
- Бронзовый призёр чемпионата России: 2012/2013
- Чемпионка Беларуси: 2015
- Серебряный призёр чемпионата Беларуси (2): 2010, 2011